# Модель Кельвіна — Фойгта

Схематичне зображення моделі Кельвіна-Фойгта

Моде́ль Ке́львіна-Фо́йгта — це модель в'язко-пружних матеріалів, що характеризуються властивостями пружності і в'язкості. Вона названа на честь британського фізика і інженера Вільяма Томсона і німецького фізика Вольдемара Фойгта.

## Визначення
Модель Кельвіна-Фойгта (її також називають моделлю Фойгта) може бути реалізована чисто в'язким демпфером (в'язким тілом Ньютона) і чисто пружним елементом (пружним тілом Гука), з'єднаними паралельно, як показано на малюнку.
Так як два компоненти моделі розташовані паралельно, деформації в кожному з них однакові:
{\displaystyle \varepsilon =\varepsilon _{1}=\varepsilon _{2}.}
Аналогічно, повне напруження буде дорівнювати сумі напружень в кожному елементі:
{\displaystyle \sigma =\sigma _{1}+\sigma _{1}.}
Враховуючи, що {\displaystyle \sigma _{1}=E\varepsilon } та {\displaystyle \sigma _{2}=\eta {\dot {\varepsilon }}}, отримаємо:
{\displaystyle \sigma =E\varepsilon +\eta {\dot {\varepsilon }},}
де E — модуль Юнга і η — динамічна в'язкість. Рівняння можуть бути застосовані як для дотичних напружень (при деформації зсуву), так і для нормальних напружень (При деформації розтягу-стиску) в матеріалі.
Проінтегруємо останнє рівняння при нульових початкових умовах ε(0) = 0. Повзучість такого матеріалу при сталому напруженні ({\displaystyle {\dot {\sigma }}=0}) описується експоненціальним законом:
{\displaystyle \varepsilon (t)={\frac {\sigma _{0}}{E}}(1-e^{-\lambda t}),}
де t — час і {\displaystyle \lambda } — інтенсивність релаксації {\displaystyle \left(\lambda ={\frac {E}{\eta }}\right)}.

## Застосування
Ця двоелементна модель Кельвіна-Фойгта якісно описує явище пружної післядії, при якій деформація розвивається із запізненням по відношенню до прикладеного напруження.